# Mândrie și prejudecată (film din 1940)
Mândrie și prejudecată este ecranizarea din 1940 a romanului omonim scris de către Jane Austen. Regizat de Robert Z. Leonard, filmul alb-negru a fost prima versiune hollywoodiană a unei opere de Austen și prima dintr-o serie de ecranizări.

## Sumar
Doamna Bennet și cele două fiice mai mari, Jane și Elizabeth (Garson), cumpără rochii noi când observă doi domni și o doamnă coborând dintr-o trăsură foarte bogată. Cei doi, domnul Bingley, care tocmai a închiriat domeniul Netherfield, și domnul Darcy(Olivier) sunt amândoi necăsătoriți și foarte bogați. Sperând să mărite cel puțin o fiică, doamna Benett este foarte interesată de vești. După ce le iau și pe celelalte surori Benett, acestea se întorc acasă, unde doamna Benett încearcă să-l convingă pe soțul ei să plece să se prezinte la Netherfield. 

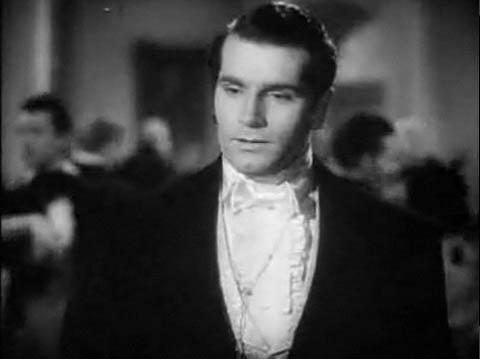
Domnul Darcy

Ca să se marcheze venirea lor și să se prezinte în zonă, domnul Bingley organizează un bal. Acesta o remarcă imdeiat pe Jane, cu care dansează aproape toată seara. Elizabeth și Charlotte nu sunt invitate și se plimbă prin sală când îl aud pe domnul Darcy. Foarte mândru acesta pretinde că niciuna dintre domnișoarele prezente nu sunt notabile, printre care Elizabeth, care-i fusese sugerată. Aceasta îl întâlnește și pe domnul Wickham, care îi povestește despre cum Darcy, nesocotind dorințele tatălui său, i-a furat lui Wickham moștenirea. Domnul Darcy o observă și o invită la dans, dar aceasta îl refuză, acceptând imediat o altă invitație din partea domnului Wickham.
Un văr al domnului Benett și următorul moștenitor pe linie masculină al Longbourn, domnul Collins, vine în vizită anuntandu-si intentia de a rezolva problema succesiunii prin casatoria cu una dintre fete. Dupa ce află că Jane este deja într-o relatie, acesta își fixează atențiile pe Elizabeth, spre neplăcerea ei. La balul de la Netherfield, o urmăreste constant și nu-i dă pace. În mod surprinzător aceasta este ajutată de domnul Darcy, care o invită la dans. Atitudinea acestuia se răcește rapid când este din nou confruntat cu personalitatea vulgară a mamei și a celorlalte surori. După bal, Elizabeth îi refuză cererea în căsătorie a domnului Collins, care se logodește ulterior cu cea mai buna prietenă a ei, Charlotte.

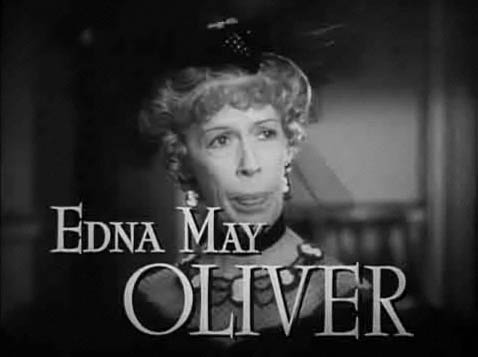
Lady Catherine de Bourgh

Elizabeth o vizitează pe Charlotte la noua ei casă. Acolo o cunoaște pe Lady Catherine de Bourgh (Edna May Oliver), mătușa lui Darcy, pe care-l întâlnește din nou. Ulterior, acesta o cere în căsătorie, dar ea refuză, acuzându-l de ruperea relației dintre Jane și Bingley și de purtare necinstită în ceea ce îl privește pe Wickham, care pretinsese că Darcy îi furase moșenirea de drept. Cei doi se ceartă și el pleacă.
Elizabeth se întoarce la Longborn și află că Lydia a fugit cu Wickham. Domnul Darcy o vizitează și îi confirmă temerile că Wickham nu intenționează să se căsătorească cu Lydia. Îi împărtășește că acesta a mai încercat o dată, cu sora lui de 15 ani, Georgiana. După plecarea lui, Elizabeth realizează că l-a judecat greșit și-l iubește, dar este încredințată că nu va risca să fie asociat cu dezonoarea adusă familiei ei de Lydia.
În mod neașeptat, aceasta și Wickham se întorc cu vestea că s-au căsătorit. Vizita lui lady Catherine întrerupe atmosfera încordată. Aceasta o roagă pe Elizabeth s-o însoțească, mărturisind ulterior că vrea ca aceasta să nege public zvonurile că ea și Darcy se vor căsători. Printre alte motive, aceasta dezvăluie faptul că a luat cunoștință cu necesitatea grabei mariajului Lydiei și, de asemenea, că Darcy a fost cel care l-a aranjat. Elizabeth o refuză și aceasta o părăsește. Darcy apare și el și Elizabeth își mărturisesc dragostea pentru celălalt și se sărută. Filmul se închide cu o scenă în care celelalte surori Benett petrec cu pețitorii lor.

## Distribuție

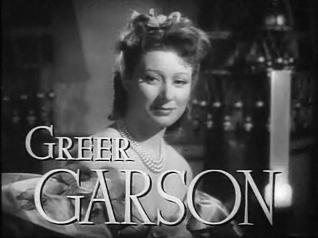

| Edward Ashley — Dl. Wickham Marten Lamont — Dl. Denny E.E. Clive — Sir William Lucas Marjorie Wood — Dna. Lucas May Beatty — Mrs. Philips Greer Garson — Elizabeth Bennet Maureen O'Sullivan — Jane Bennet Ann Rutherford — Lydia Bennet Marsha Hunt — Mary Bennet Heather Angel — Kitty Bennet Mary Boland — Mrs. Bennet Edmund Gwenn — Dl. Bennet Laurence Olivier — Dl. Darcy Frieda Inescort — Carolyne Bingley Bruce Lester — Dl. Bingley Edna May Oliver — Lady Catherine de Bourgh Gia Kent — Anne de Bourgh Melville Cooper — Dl. Collins Karen Morley — Charlotte Lucas/Collins | Lowden Adams — Committeeman (necreditat) Claud Allister — Dl. Beck (necreditat) Wilson Benge — Flunky (necreditat) Art Berry Sr. — Footman (necreditat) Barlowe Borland — Dl. MacIntosh (necreditat) Vernon Downing — Căpitanul Carter (necreditat) Elspeth Dudgeon — Dna. King (necreditat) Frank Elliott — Mathews (necreditat) Hugh Greenwood — Canon Stubbs (necreditat) Ben Hall — Poet (necreditat) Payne B. Johnson — Școlar (necreditat) Gwendolyn Logan — Doamna Stubbs (necreditat) Louis Payne — Domnul Phillips (necreditat) Clara Reid — Maid in Parsonage (necreditat) Buster Slaven — Asistentul lui Beck (necreditat) Gerald Oliver Smith — Colonelul Fitzwilliam (necreditat) Wyndham Standing — Committeeman (necreditat) David Thursby — Rândaș (necreditat) |

## Producție

### Elaborarea scenariului
Inițial, producătorul Irving G. Thalberg a angajat cuplul Victor Heerman și Sarah Y. Mason pentru scrierea transformarea adaptării pentru teatru a australiencei Helen Jerome. Aceștia câștigaseră un Oscar pentru filmul Cele patru fiice ale doctorului March. Moartea lui Thalberg în septembrie a oprit și munca la scenariu. După reînceperea pregătirilor alți nouă scriitori au încercat să creeze un scenariu, printre care și Zoë Akins(Camille).
Într-un final MGM a angajat-o pe Jane Murfin, o veterană, scriitoarea scenariului pentru Alice Adams. Studioul l-a abordat și pe Aldous Huxley, faimosul romancier, care trăia atunci în Los Angeles oferindu-i 1,500$ pe săptămână ca să colaboreze cu Murfin la scenariu. Huxley semnează contractul cu MGM pe 30 august 1939. Într-o scrisoare acesta admite că găsește scenariul "un straniu joc de cuvinte încrucișate. Fac tot ce pot să fac o slujbă demnă de Jane Austen, dar, efectiv, este de la sine înțeles ca transpunerea unei cărți pe peliculă să o transforme profund.”.

### Perioada de pregătire
În ciuda faptului că piesa fusese pusă în scenă în 1922, ideea de a face o adaptare a Pride and Prejudice nu a fost primită bine de cei de la Hollywood. Deabea în 28 octombrie 1935 romanul a atras din întâmplare atenția producătorului Harpo Marx. După ce a văzut în Philadelphia adaptarea lui făcut Helen Jerome, Harpo a fost convins de viitorul acestui roman în cinematografe. A doua zi acesta a telegrafiat producătorului MGM Irving G. Thalberg: "Tocmai am văzut Mândrie și prejudecată.  Stop.  Super spectacol.  Stop.  Ar fi minunat pentru Norma.  Stop."

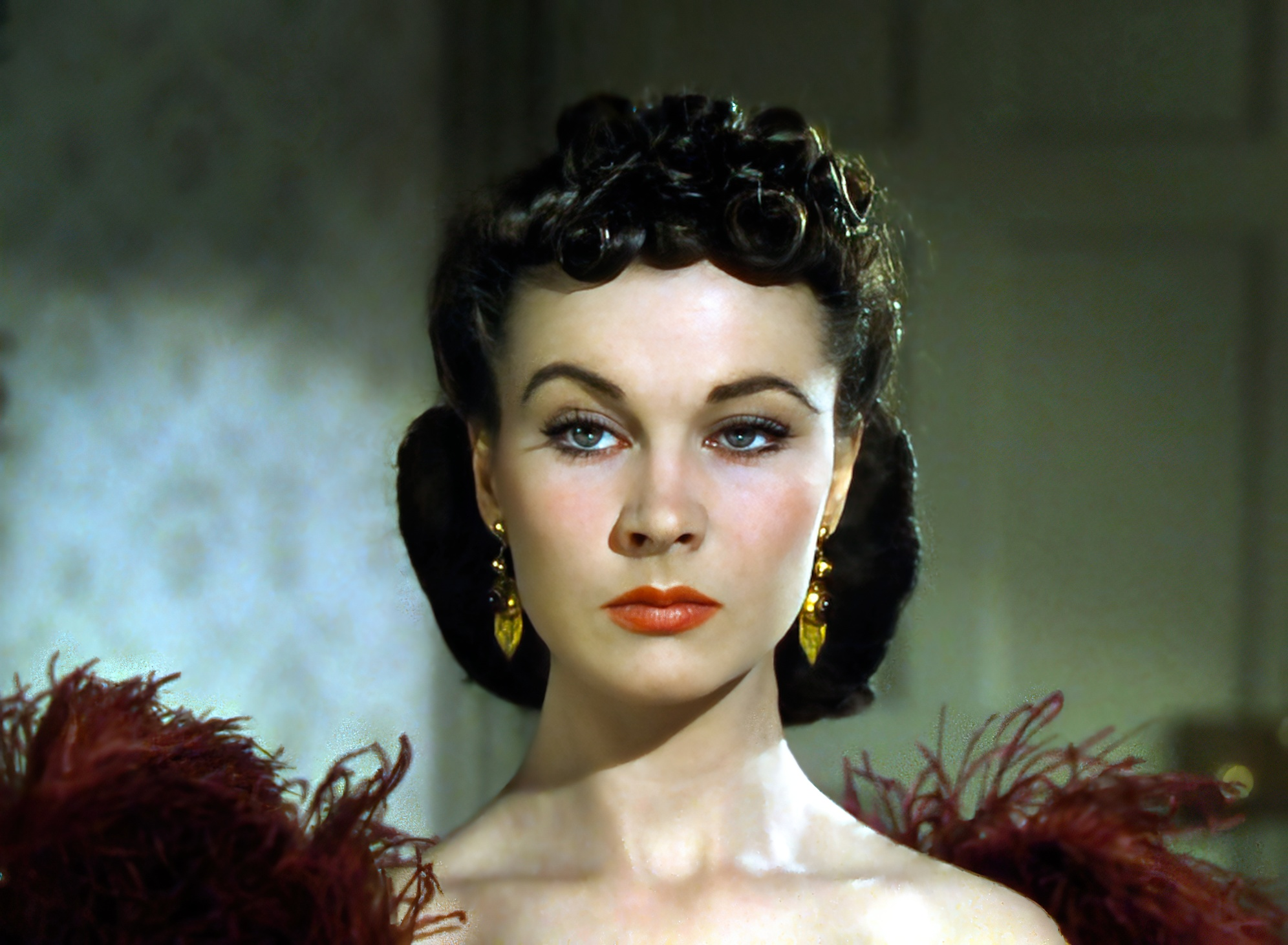
Vivien Leigh ca Scarlett O'Hara în Pe aripile vantului

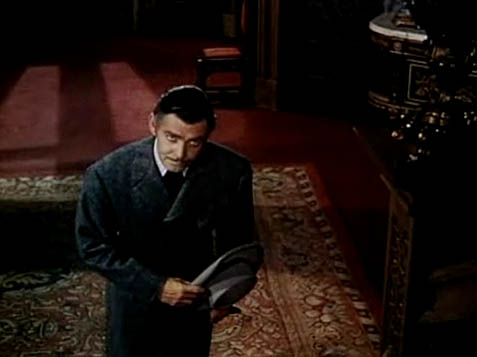
Clark Gable ca Rhett Butler în Pe aripile vantului

"Norma", actrița Norma Shearer, soția a lui Thalberg, tocmai fusese nominalizată la Oscar pentru rolul ei de Elizabeth Barrett Browning în alt film al soțului, The Barretts of Wimpole Street. Elizabeth un alt britanic, prin urmare, o altă evocare literară a unui personaj feminin ar fi fost firesc pentru ea. Așadar, în ianuarie 1936, MGM a cumpărat drepturile pentru piesă pentru $50,000 la sugestia lui Thalberg, care a căutat să facă publicitate astfel unei opere obscure la vremea aceea printre publicul american. Astfel pe 2 septembrie 1936, MGM anunță debutul proiecului  Mândrie și prejudecată pentru octombrie 1936 sub supravegherea Irving G. Thalberg cu Clark Gable și Norma Shearer în rolurile principale. Moartea lui Thalberg din 13 septembrie 1936 suspendează pregătirile până la găsirea unui nou producător. Norma intră în doliu pentru soțul ei și se retrage temporar. Între timp Hunt Stromberg este ales în locul lui Thalberg de MGM. Proiectul reîncepe pe la jumătatea lui 1937, când Hollywood Reporter anunță dorința lui Shearer de a-l împrumuta pe Errol Flynn ca să joace alături de ea.
Acesta a fost anuntat in august 1939, Hollywood Reporter anunță oficial că George Cukor va regiza filmul, cu Robert Donat în rolul lui Darcy. Începutul războiului în Europa în septembrie 1939 a dus la închiderea filmărilor în Anglia. Hollywood Reporter anunță înlocuirea lui Cukor cu Robert Z. Leonard din cauza unui conflict cu programul unui alt proiect al său, Susan and God.
Blamând o carieră instabilă, Norma Shearer se retrage, fiind urmată la scurt timp și de Donat. Încercând să introducă viziunea lui Thalberg, acesta începe negocierile cu cuplul Clark Gable-Vivien Leigh din Pe aripile vântului. Gable fusese de fapt alegerea inițială pentru rol, dar acesta refuză pe motiv că nu preferă filmele din acea perioadă. În contrast, partenera sa de distribuție, Vivien Leigh, este încântată de ideea de a participa într-un film romantic și nu ezită sa-și exprime dorința de a o juca pe Elizabeth Bennet. Studioul îl alege în cele din urmă pe Laurence Olivier după succesul lui în Rebecca, cu înțelegerea că va juca alături de Leigh. Totuși, pentru a evita publicitatea negativă care ar putea survine ce legătura lor extraconjugală ar deveni publică aceștia o distribuie în Podul Waterloo și o aduc în locul ei pe actrița britanică Greer Garson.
Filmarea a început la data de 1 februarie 1940.

## Recepție
În ciuda așteptărilor lui Olivier, mărturisite în autobiografia sa, filmul a fost primit foarte bine de critici. Cu excepția Los Angeles Herald care l-a numit "decorous, bloodless entertainment which will find an appreciative audience among women," majoritatea recenziilor au fost excelente.  Bosley Crowther, influentul critic de la New York Times, a afirmat "deliciously pert, the most crisp and crackling satire in costume that this corner can remember ever having seen on the screen,". The New Yorker a observat "Jane Austen, in her day, was as brittle as Huxley, Noel Coward and a whole package of Saltines together."  Până și criticul Los Angeles Herald  a avut o opinie favorabilă despre rolurile secundare Ann Rutherford fiind “a vivacious and alluring Lydia,” Marsha Hunt, “the surprise of the group, her character is a gem,”  și cât despre Karen Morley(Charlotte Lucas), “it makes us wonder why we don’t see her in more pictures.”
Ajutat de o campanie cu titlul "Bachelors Beware! Five Gorgeous Beauties are on a Madcap Manhunt", filmul a atins un record la audiența săptămânală în August în istoria Radio City Music Hall ceea ce a îndemnat Variety să observe că succesul în Cleveland “overcame all local prejudices against costume drama.”
Ca urmare a succesului filmului MGM a lansat ceea mai mare campanie literară cu nu mai puțin de cinci ediții ale cărții printre care trei Grosset & Dunlap și o ediție de masă de 25 de cenți de la Pocket books. În 1948, opt ani mai târziu, acea ediție mai fusese retipărită de douăzeci și unu de ori.